# Prupuh
Prupuh is een bestuurslaag in het regentschap Gresik van de provincie Oost-Java, Indonesië. Prupuh telt 1450 inwoners (volkstelling 2010).